# Glendale Falls
Glendale Falls ist ein 60 Acres (24,3 ha) großes, um den gleichnamigen Wasserfall eingerichtetes Naturschutzgebiet bei der Stadt Middlefield im Bundesstaat Massachusetts der Vereinigten Staaten, das von der Organisation The Trustees of Reservations verwaltet wird.

## Geschichte und heutiges Schutzgebiet
Im Jahr 1772 kaufte John Rhoads von seinem Vater zwei Parzellen Land rund um den Wasserfall und errichtete dort eine Getreidemühle. Bereits drei Jahre später war das Unternehmen so erfolgreich, dass es mit einer eigenen Straße direkt an die Hauptstraße der Stadt Worthington angeschlossen wurde. Zum Ende des 18. Jahrhunderts jedoch musste Rhoads den Betrieb aufgeben und verließ die Stadt.
Die Glendale Falls zählen zu den höchsten und mächtigsten Wasserfällen im Bundesstaat Massachusetts. Sie haben ein Einzugsgebiet von mehr als 5 mi² (12,9 km²) und sind insbesondere im Frühjahr sehr aktiv. Sie führen den Glendale Brook zum mittleren Zweig des Westfield River, der als National Wild and Scenic River ausgewiesen ist. Der umliegende Wald besteht vorwiegend aus Hemlocktannen, Buchen und Birken sowie ferner aus Ahornen, Hainbuchen, Zaubernuss, Felsenbirnen und Heidekrautgewächsen. Zum Wasserfall führt ein etwa 0,25 mi (0,4 km) langer Fußweg.